# Kushalgarh
Kushalgarh è una suddivisione dell'India, classificata come municipality, di 10.096 abitanti, situata nel distretto di Banswara, nello stato federato del Rajasthan. In base al numero di abitanti la città rientra nella classe IV (da 10.000 a 19.999 persone).

## Geografia fisica
La città è situata a 23° 12' 52 N e 74° 25' 57 E.

## Società

### Evoluzione demografica
Al censimento del 2001 la popolazione di Kushalgarh assommava a 10.096 persone, delle quali 5.195 maschi e 4.901 femmine. I bambini di età inferiore o uguale ai sei anni assommavano a 1.479, dei quali 760 maschi e 719 femmine. Infine, coloro che erano in grado di saper almeno leggere e scrivere erano 7.417, dei quali 4.168 maschi e 3.249 femmine.